# Dalriada
Dalriada, Dal Riada o Dál Riata foi o reino da tribo dos escotos existente no norte da Irlanda e na costa oeste da Escócia desde o fim do século V até meados do IX. O último rei de Dalriada, Kenneth MacAlpin conseguiu unificar seu reino com o dos vizinhos pictos dando lugar ao reino que seria conhecido a partir de então como Alba ou Escócia.

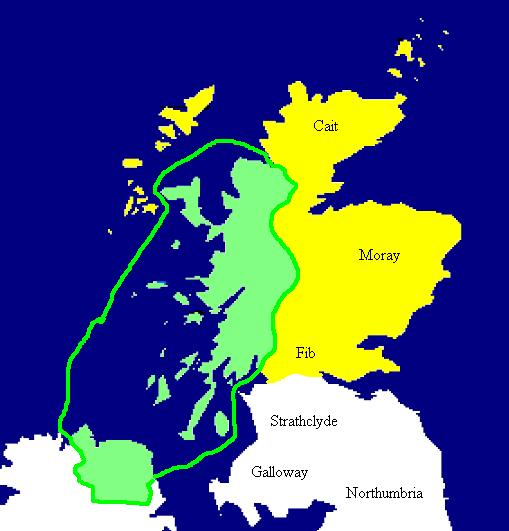
Mapa de Dalriada no ano 590. As regiões pictas estão marcadas em amarelo

## História
Tradicionalmente considera-se[carece de fontes?] que no final do turbulento século V, enquanto o Império Romano do Ocidente sucumbia ante à pressão dos povos bárbaros, um extenso clã irlandês chamado Dalriada ocupava a costa oeste da atual Escócia (onde atualmente fica o Condado de Argyll) e estabelecia um reino. Os Dalriadanos provinham do norte da Irlanda, do Ulster e  mais precisamente do Reino de Oriel. Os romanos chamavam escotos aos piratas e saqueadores de origem irlandesa que falavam gaélico, donde se explica porque os Dalriadanos seriam conhecidos posteriormente por este nome latino, que seria a origem etimológica da denominação da Escócia.
Atualmente existem sérias discussões sobre se os Dalriadanos chegaram realmente da Irlanda no fim do século V ou começo do VI. Extensos trabalhos arqueológicos falharam em provar que durante essa época se produziu uma migração em grande escala do norte da Irlanda até o oeste da Escócia. As evidências arqueológicas parecem demonstrar que, ao contrário, durante essa época houve uma continuidade da população que habitava a região. Por isso, alguns especialistas acreditam que os Dalriadanos eram, na verdade, os habitantes nativos da Escócia ocidental, e que talvez sejam os descendentes da tribo dos Epidii, mencionados pelos romanos. Seja ou não verdadeira a lenda sobre a invasão da Escócia, existe uma ligação lingüística inquestionável entre os Dalriadanos e os irlandeses, já que o gaélico escocês, idioma derivado da língua dos Dalriadanos está estreitamente ligado ao gaélico irlandês.
O rei Aedan ou Áedán Mc Gabrián, que reinou entre 574 e 608 aproximadamente, construiu uma poderosa armada naval e pôs fim à política guerreira expansionista que levou ao saque da Ilha de Man e das Órcadas. Em terra teve menos êxito, perdendo a Batalha de Degsastan em 603 contra os anglos. Em 637 o poder de Dalriada em  Ulster diminuiu notavelmente por conta de uma decisiva derrota diante dos O'Neill (Uí Néill) em 637 na Batalha de Mag Rath.
Depois destas derrotas, os Dalriadanos se concentraram em suas terras da atual Escócia, ainda que tenham conservado uma porção do território irlandês. Seus rivais eram os pictos a nordeste e os anglos do reino de Bernícia a leste. Pelo sul, seu reino era limítrofe com o Reino de Strathclyde, um reino britânico. A colina de Dunadd, em Argyll, foi provavelmente a sede dos reis de Dalriada. Desde seus domínios em Argyll, os dalriadanos se estenderam pelo condado de Perth, depois por Lothian e, mais tarde, até o norte por Mur e as Terras Altas. Esta expansão colocava-lhes em conflito com a população caledônia nativa, os pictos. As longas lutas e guerras entre ambos os povos seriam concluídas vários séculos mais tarde, quando os pictos e dalriadanos (escoceses) seriam unidos numa única nação.
Dalriada encontrava-se dividida em três senhorios denominados “cenel” com um quarto que se  acrescentou mais tarde: 
1. o Cenél nGabráin — em Kintyre
2. o Cenél Loairne — em Lorne
3. o Cenél n-Oengusa — em Islay e Jura
4. o Cenél Comgall — em Cowal e Bute, um acréscimo posterior.

O final do reino é confuso. Ao que parece, Dalriada foi conquistada pelo reino picto e ambos os povos, pictos e dalriadanos acabaram unindo-se. Contudo e paradoxalmente, parece que os dalriadanos aculturaram os pictos e não o contrário, já que o idioma gaélico escocês se estendeu pelo antigo território picto, assim como o cristianismo, já que os dalriadanos foram os que introduziram esta religião a partir da Irlanda, na Escócia. Kenneth MacAlpin, um dalriadano, foi o primeiro rei dos pictos e escotos, reinando de  840 a 857. Seu reino denominou-se Alba (nome em gaélico utilizado para Grã Bretanha) ou Escócia, nome que, por sua vez, deriva dos escotos. Os ataques viquingues contra a Escócia durante o século X cortaram as comunicações marinhas entre Irlanda e Escócia, rompendo definitivamente os laços entre os territórios irlandeses de Dalriada e os propriamente escoceses. Os territórios irlandeses de Dalriada formaram um novo reino chamado Ulidia.

## Lista de Reis de Dalriada
- Erc (desconhecido-474)
- Loarn (474-501)
- Fergus Mor I (501-501)
- Domangart I (501-507)
- Comgall (507-538)
- Gabhran (538-558)
- Conall I (558-574)
- Aedan de Dalriada (574-608)
- Eochaid I (608-629)
- Connad (629)
- Domnall I (629-642)
- Ferchar I (642-650)
- Dunchad (650-654)
- Conall (650-660)
- Domangart II (660-673)
- Maelduin (673-688)
- Domnall II (688-695)
- Ferchar II (695-697)
- Eochaid II (697)
- Ainbcellach (697-698)
- Fiannamail (698-700)
- Selbach (700-723)
- Dungal (723-726)
- Eochaid III (726-733)
- Alpin I (733)
- Muiredach (733-736)
- Eogan (736-739)
- Aed (739-778)
- Fergus II (778-781)
- Eochaid IV (781)
- Caustantín (781-820), também rei dos Pictos
- Óengus (820-834), também rei dos Pictos
- Drust (834-837), também rei dos Pictos
- Eoganan (837-839) (ver também Uen)
- Alpin II (839-841)
- Kenneth I (841-858), primeiro rei de toda a Escócia